# Nucula cymella
Nucula cymella är en musselart som beskrevs av Dall 1886. Nucula cymella ingår i släktet Nucula och familjen nötmusslor. Inga underarter finns listade i Catalogue of Life.